# 安德烈亚斯·施特勒
安德烈亚斯·施特勒（德語：Andreas Stähle，1965年2月14日—），德国男子皮划艇运动员。他曾代表东德参加1988年夏季奥林匹克运动会皮划艇比赛，获得男子单人皮艇500米银牌和男子四人皮艇1000米铜牌。